# Meulen
Meulen ist ein niederländischer toponymischer Familienname, der „Mühle“ bedeutet (modernes Niederländisch molen).

## Namensträger
- Adam Frans van der Meulen (1632–1690), flämischer Schlachten-, Genre- und Landschaftsmaler
- Ephrem van der Meulen (1801–1884), deutscher Zisterzienserabt und Konzilsvater
- Frans van der Meulen (* 1938), niederländischer Filmschaffender
- Gejus van der Meulen (1903–1972), niederländischer Fußballtorwart
- Jean van der Meulen (1525–1575), flämischer Kanonist und Universitätsprofessor
- Jelle van der Meulen (* 1950), niederländischer Autor
- Karst van der Meulen (* 1949), niederländischer Filmschaffender
- Leendert van der Meulen (1937–2015), niederländischer Radsportler
- Lionel van der Meulen (1946–2023), deutscher Journalist und Satiriker
- Manoe Meulen (* 1978), niederländische Fußballspielerin
- Max van der Meulen (* 2004), niederländischer Radrennfahrer
- Michael van der Meulen (* 1960), deutscher Elektroingenieur und Autor
- Servaes van der Meulen (1525–1592), franko-flämischer Komponist und Organist der Renaissance
- Timothy van der Meulen (* 1990), niederländischer Fußballspieler
- Volker ter Meulen (* 1933), deutscher Mediziner
- Yana van der Meulen Rodgers (* 1966), niederländisch-amerikanische Wirtschaftswissenschaftlerin und Hochschullehrerin